# Граве, Александр Константинович
Алекса́ндр Константи́нович Гра́ве (8 сентября 1920, Москва — 5 марта 2010, там же) — советский и российский актёр театра и кино, педагог. Народный артист РСФСР (1971).

## Биография
Александр Граве родился 8 сентября 1920 года в Москве. Брат М. К. Граве. В 1942 году окончил Театральное училище имени Б. В. Щукина, курс А. А. Орочко, был принят в труппу Театра имени Вахтангова и зачислен во фронтовую бригаду театра. В составе бригады (позже получившей статус филиала театра), прикреплённой к Первому Украинскому фронту, А. К. Граве прошёл всю войну, дойдя до Берлина.
Граве всегда был востребован в Театре Вахтангова, верность которому хранил более 65 лет. Воплотил на сценических подмостках более 150 образов, в том числе и благодаря способности быстро «ввестись» в уже идущие спектакли в случае болезни кого-то из коллег.
Первая значимая роль в кино — рядовой Огурцов в кинокомедии «Беспокойное хозяйство» — надолго обеспечила Граве любовь зрителей, несмотря на то, что в дальнейшем кинематограф не баловал его главными ролями.
В конце 1940-х годов А. К. Граве впервые обратился к театральной педагогике, но плотная занятость в репертуаре театра вскоре вынудила его отказаться от преподавания. Граве вновь вернулся в ВТУ им. Щукина в 1986 году педагогом кафедры мастерства актёра. Выпустил два курса в качестве художественного руководителя: в 1992 году — Коми-пермяцкую национальную студию и в 2000 — обычный актёрский курс (ученики — Ю. А. Колокольников, Н. В. Швец, Д. Г. Белых, Л. П. Тихомирова, К. В. Иванченко и др.). Был одним из ведущих мастеров Щукинского института; профессор (с 1998 года).
Высокий уровень профессиональной культуры, подлинная интеллигентность, мягкая ирония и юмор позволили А. К. Граве не затеряться среди своих «звёздных» и более молодых коллег — Юлии Борисовой, Михаила Ульянова, Владимира Этуша, Юрия Яковлева, Василия Ланового — обеспечив ему свою особую нишу в театре. До последних дней своей жизни А. К. Граве оставался одним из основных хранителей подлинной вахтанговской театральной культуры.
Скончался 5 марта 2010 года после продолжительной болезни в Москве на 90-м году жизни.
Прощание прошло 9 марта 2010 года в Театре имени Вахтангова. Александра Граве похоронили в тот же день на Алексеевском кладбище в Москве (уч. № 4).

## Личная жизнь
Первая жена — Дарья Пешкова (1927—2023), внучка М. Горького.
- Сын — Максим Пешков (род. 1950), дипломат.
- Дочь — Екатерина Пешкова (род. 1954), актриса.

Со второй женой Татьяной Дмитриевной Александр Константинович прожил около 40 лет.

## Творчество

### Роли в театре
- «Я — сын трудового народа» В. П. Катаева — селянин
- «Свадебное путешествие» В. А. Дыховичного
- «Где-то в Москве» В. З. Масса и М. А. Червинского
- «Дорога победы» В. А. Соловьёва — молодой рабочий
- «Человек с ружьём» Н. Ф. Погодина — лакей / пленный солдат Макушкин
- «Мадемуазель Нитуш» Эрве — офицер
- «Кому подчиняется время» братья Тур и Л. Шейнина — Мартынов, разведчик
- «Фронт» А. Корнейчука — Орлик
- «Сирано де Бержерак» Э. Ростана — Кристиан
- «Молодая гвардия» по роману А. А. Фадеева — Иван Александрович Земнухов
- «Сердце не камень» А. Н. Островского — Ераст
- «Огненная река» В. М. Кожевникова — Мещеряков
- «Крепость на Волге» И. Л. Кремлёва — Астахов
- «Перед заходом солнца» Г. Гауптмана — Ганефельд, адвокат
- «Олеко Дундич» А. Ржешевского и М. Каца — первый офицер
- «Да, вот она — любовь» В. Кетлинской — Сергей Николаевич
- «Фома Гордеев» М. Горького — Ежов
- «Две сестры» Ф. Кнорре — Фетисов
- «Гамлет» Шекспира — Розенкранц
- «Идиот» Ю. К. Олеши по роману Ф. М. Достоевского — Тоцкий
- «Гибель богов» А. Софронова — Браун
- «Дамы и гусары» А. Фредро — Гжегож / ротмистр
- «Дион» Л. Зорина — Бен-Захария
- «Живой труп» Л. Н. Толстого — следователь
- «Принцесса Турандот» К. Гоцци — Тарталья
- «Золушка» Е. Л. Шварца — Король
- «Конармия» по И. Э. Бабелю — Берзинь, комиссар дивизии
- «Виринея» Л. Н. Сейфулиной — Василий
- «Мещанин во дворянстве» Мольера — учитель философии
- «Человек с ружьём» Н. Ф. Погодина — пленный солдат Макушкин / Иван Шадрин
- «Антоний и Клеопатра» У. Шекспира — Ефроний
- «Кот в сапогах» пьеса Х. Калау по мотивам сказки Ш. Перро — Король
- «Маленькие трагедии» А. С. Пушкина — Лепорелло
- «Ричард III» Шекспира — Эдуард IV
- «Леший» А. П. Чехова — Вафля
- «Мария Тюдор» В. Гюго — неизвестный
- «И дольше века длится день» по роману Ч. Т. Айтматова — Казангап
- «Кабинетная история» Р. Ибрагимбекова — тесть
- «Мартовские иды» Т. Уайлдера — врач
- «Государь ты наш, батюшка» по пьесе Ф. Н. Горенштейна — Вяземский
- «Варвары» М. Горького — Головастиков
- «Цилиндр» Э. Де Филиппо — Агостино
- «Воскрешение, или Чудо Святого Антония» М. Метерлинка — доктор
- «Ночь игуаны» Т. Уильямса — Джонатан Коффин
- «Фредерик, или Бульвар преступлений» Э.-Э. Шмитта — Антуан, помощник режиссёра
- «Царская охота» Л. Зорина — Ферапонт Фомич, старый слуга
- «Калигула» А. Камю — Сенект
- «Собака на сене» Л. де Вега — граф Лудовико
- «Чайка» А. П. Чехова — Сорин
- «Троил и Крессида» Шекспира — Нестор

### Роли в кино
- 1938 — Новая Москва — студент (в титрах не указан)
- 1939 — Юность командиров — курсант (в титрах не указан)
- 1946 — Беспокойное хозяйство — Тихон Петрович Огурцов, рядовой и кроликовод
- 1956 — Они были первыми — чекист Граве
- 1958 — Сорока-воровка — наследник (в титрах указан как H. Граве)
- 1958 — Тихий Дон — переводчик с английского, поручик (не указан в титрах)
- 1958 — Стучись в любую дверь — капитан милиции Сушков
- 1960 — Бессонная ночь — Петунин
- 1961 — Вольный ветер — матрос
- 1961 — Барьер неизвестности — Фёдор Васильевич Соколов
- 1963 — Большие и маленькие — Сергей Александрович
- 1964 — Одиночество — Антонов-Овсеенко
- 1965 — Друзья и годы — Владимир Платов
- 1967 — Зося / Zosia — комбриг, подполковник
- 1967 — Операция «Трест» — эпизод
- 1967 — Хроника пикирующего бомбардировщика — Иван Алексеевич, командир полка[3]
- 1967 — Бабье царство — завмаг
- 1967 — Возмездие — полковник Геннадий Николаевич Пикин
- 1968 — Удар! Ещё удар! — Кеша Федорин, ослепший фронтовой друг Таманцева
- 1969 — Золото — колхозник-партизан, отец Матрёны
- 1969 — Невероятный Иегудиил Хламида — Николай Александрович
- 1969 — Штрихи к портрету В. И. Ленина — Александр Дмитриевич Цюрупа
- 1970 — Драма на охоте (телеспектакль) — Вознесенский, уездный врач
- 1970 — Семья как семья или Коробовы встречают Новый год — Николай Николаевич Коробов
- 1972 — Земля, до востребования — Сидорин
- 1973 — Каждый вечер после работы —  Василий Петрович Гайворон, учитель математики
- 1974 — Моя судьба — отец Ермакова
- 1976 — Сказ про то, как царь Пётр арапа женил — голос за кадром
- 1979 — Кот в сапогах — король
- 1980 — Алые погоны
- 1980 — Назначение — Иван Никифорович Егоров

1981 - Тропинины - Гладышев
- 1983 — У опасной черты — Глинский, органист в костеле, руководитель советской подпольной группы
- 1986 — Конец операции «Резидент» — Михал Михалыч Кутепов-Воропаев, агент НТС в СССР
- 1986 — Чичерин — Воровский (озвучил Игорь Ясулович)
- 1987 — Сказка про влюблённого маляра — леший
- 1999 — Послушай, не идёт ли дождь... — писатель Борис Зайцев
- 2000 — Два товарища — эпизод
- 2010 — Смерть в пенсне, или Наш Чехов

### Озвучивание мультфильмов
- 1964 — Кто виноват? — Баллон / Окурок
- 1964 — Можно и Нельзя — Можно / Нельзя
- 1964 — Петух и краски — Карандаш (в титрах не указан)
- 1965 — Ваше здоровье — Отец
- 1965 — Портрет — Заяц-художник
- 1965 — Где я его видел? — Карандаш, председатель «Клуба Весёлых человечков» (в титрах не указан)
- 1965 — Здравствуй, атом! — читает текст
- 1966 — Сегодня день рождения — Слон
- [1966 — Происхождение вида — учёный
- 1966 — Зайдите, пожалуйста!
- 1966 — Жил-был Козявин — читает текст
- 1967 — Паровозик из Ромашкова — дежурный по станции (в титрах не указан)
- 1967 — Песенка мышонка — Заяц
- 1968 — Кот, который гулял сам по себе — Конь
- 1968 — Светлячок № 8 — доктор Айболит / Самоделкин / слон / жираф
- 1969 — Мы ищем кляксу — Пётр Иванович, художник
- 1970 — Отважный Робин Гуд — рыцарь Гай
- 1971 — Лабиринт. Подвиги Тесея — старик с посохом, Минос (царь Крита)
- 1976 — Зайка-зазнайка — старый заяц
- 1977 — Жихарка
- 1978 — Мой приятель светофор — Слон / Волк / Щенок
- 1979 — Дядюшка Ау — рассказчик
- 1979 — Ошибка Дядюшки Ау — рассказчик
- 1979 — Дядюшка Ау в городе — рассказчик / полицейский
- 1987 — Коротышка — зелёные штанишки — дедушка

### Озвучивание фильмов
- 1976 — Сказ про то, как царь Пётр арапа женил — авторский текст

## Признание и награды
- орден Красной Звезды (26.02.1945)
- Заслуженный артист РСФСР (1957)
- Народный артист РСФСР (1971)
- орден Почёта (6 января 1995 года) — за заслуги перед государством, успехи, достигнутые в труде, науке, культуре, искусстве, большой вклад в развитие дружбы и сотрудничества между народами[4]
- орден Отечественной войны II степени (20.04.1995)
- медаль «За оборону Москвы»